# Giuseppe de Felice Giuffrida
Giuseppe de Felice Giuffrida (Catania, 17 settembre 1859 – Catania, 19 luglio 1920) è stato un politico italiano, d'ispirazione socialista. Promotore dei Fasci siciliani, fu eletto deputato dalla XVIII alla XXV legislatura, presidente del consiglio provinciale e sindaco del capoluogo etneo.

## Biografia
Era figlio di Maria Giuffrida e Sebastiano de Felice, il quale fu ucciso nel 1868 mentre compiva una rapina.
D'ispirazione socialista si mantenne inizialmente indipendente dal partito ufficiale, fu sindacalista e direttore del giornale democratico «L'Unione». Laureatosi in giurisprudenza all'Università di Catania, venne eletto deputato nel 1892, e fu uno dei principali organizzatori dei Fasci dei lavoratori in Sicilia. Subì la repressione del governo Crispi, arrestato venne condannato a 18 anni di carcere dal tribunale militare di Palermo. Trascorse in carcere due anni, ed usufruendo dell'amnistia tornò libero ed alla fine aderì al Partito Socialista Italiano.
In seguito sostenne i socialriformisti di Ivanoe Bonomi e Leonida Bissolati. Nel giugno 1902 fu eletto prosindaco di Catania e guidò la prima amministrazione di sinistra della città, venendo ricordato per aver istituito i forni municipali nel tentativo di sostenere i bisogni essenziali delle classi popolari.
Nel giugno 1912 fu affiliato alla loggia romana Propaganda Massonica del Grande Oriente d'Italia.
Eletto Presidente del Consiglio Provinciale il 10 agosto 1914, vi rimase sino alla morte. Negli anni della prima guerra mondiale, si mostrò interventista, al contrario del resto del PSI, da cui uscì per aderire al movimento socialista riformista, organizzatosi nel Partito Socialista Riformista Italiano di Bissolati e Bonomi. Fu tumulato al cimitero di Catania.
Il profilo della sua persona è alquanto complesso: alcuni lo considerarono un maestro, tanto che la sua corrente politica chiamata per l'appunto defeliciana ottenne il governo della città di Catania e della provincia, incidendo a fondo nella vita politica d'inizio Novecento; da altri verrà considerato populista e persino demagogo.

## Opere
- La voce d'uno scamiciato: versi, Catania, Tipografia di F. Martinez, 1882.
- Popolazione e Socialismo, Palermo, Biondo, 1896.
- Evoluzione storica della Proprietà e il Socialismo in Sicilia (sequestrato dalle autorità)
- Maffia e delinquenza in Sicilia. Milano, Società editrice lombarda, 1900.
- Le riforme del Regolamento ed il paese, in «Il Secolo», 26-27 maggio 1900.
- La questione sociale in Sicilia. Roma, 1901.
- Le aberrazioni dei separatisti, in "Corriere di Catania", 25 settembre 1902.
- Intervento alla Camera dei Deputati durante la discussione del disegno di legge sui manicomi e sugli alienati, in Atti Parlamentari, Legislatura XXI. Seconda sessione. Discussioni, tornata del 10 febbraio 1904, p. 10584.
- Le conclusioni dell'inchiesta dell'"Avanti!" sulla strage di Grammichele (Per espresso dal nostro inviato speciale on. G. De Felice Giuffrida), in «Avanti!», 24 agosto 1905.
- La strage di Grammichele. Il fattore economico (Dal nostro inviato speciale on. G. De Felice Giuffrida), in «Avanti!», 25 agosto 1905.
- Il problema dell'ordinamento fondiario ottomano, in «Il Messaggero», 22 gennaio 1912.
- Municipalizzazione del pane a Catania, Milano, 1913.
- (ristampa anastatica) Maffia e delinquenza in Sicilia: (Milano, 1900): politica, criminalita e magistratura tra il delitto Notarbartolo ed il processo Codronchi-De Felice, a cura e con un saggio storico introduttivo di Alessandro De Felice, Catania, Boemi, 1999.